# Diana Carolina Ruiz
Diana Carolina Ruiz es una periodista venezolana.

## Carrera
Diana Carolina es egresada de la Universidad Católica Andrés Bello y empezó su carrera en Radio Caracas Televisión, trabajando como asistente de producción de Marieta Santana antes de que abandonara la televisión. Trabajando en Globovisión, fue la presentadora de Noticias Globovisión al mediodía, y tuvo su propio programa de radio en la emisora Mágica 99.1 FM. Diana Carolina también conduciría la sección «Toque de Diana», ideada por el director del canal, Alberto Federico Ravell.
En enero de 2014, después de trabajar por once años en Globovisión y de la compra del canal, Diana fue suspendida como narradora de la emisión meridiana de Noticias Globovisión. Diana explicó que la suspensión derivó de un comentario que compartió con la audiencia al iniciar noticiero el 6 de enero, cuando le deseó a los venezolanos «un año próspero, productivo y abastecido»; explicó que el canal le informó que no quería prescindir de ella, pero que ya habían decidido movilizar a otros anclas en los noticieros, lo cual consideraba como un despido indirecto. El 2 de mayo, Diana continúa su sección de «El toque» difundida digitalmente. Luego de retirarte de Globovisión, Diana Carolina trabaja en La Romántica 88.9 FM con «Con un toque de… Diana Carolina Ruiz» y en el canal de noticias digital VPITV.

## Premios
- Ganadora del concurso "Caracas a través de la mirada del periodismo" por el programa “Feliz Cumpleaños Caracas” (2006).[5]